# قلمرو امپراتوری بریتانیا
قلمرو امپراتوری بریتانیا (به انگلیسی: Dominions of the British Empire یا به اختصار Dominions) حکومت‌هایی بودند نیمه مستقل از سیاست‌های تحت تاج و تخت انگلستان که امپراتوری بریتانیا را تشکیل می‌دادند که با شکل گرفتن کنفدراسیون کانادا در سال ۱۸۶۷ آغاز شد. «وضعیت قلمرو» یا «سلطه» یک اصطلاح حرفه‌ای بنیادی است که برای نشان دادن یک قلمروی مشترک‌المنافع نیمه مستقل استفاده می‌شود. این قلمروها شامل کانادا، استرالیا، نیوزیلند، نیوفاندلند، آفریقای جنوبی و کشور آزاد ایرلند بودند. هند و پاکستان نیز مانند سیلان (سری‌لانکا فعلی) برای مدت کوتاهی قلمرو بودند. اعلامیه بالفور در سال ۱۹۲۶ قلمروها را به عنوان «جوامع خودمختار درون امپراتوری بریتانیا» به رسمیت شناخت و قانون وست‌مینستر در سال ۱۹۳۱ استقلال کامل قانونگذاری آنها را تأیید کرد.

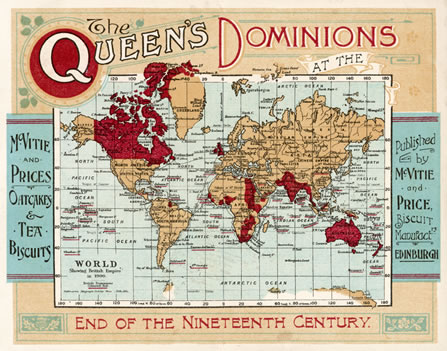
نقشه امپراتوری انگلیس تحت سلطنت ملکه ویکتوریا در پایان قرن نوزدهم. «قلمرو» به تمام سرزمین‌های متعلق به تاج‌وتخت بریتانیا اشاره دارد.

نخستین استفاده قبلی از قلمرو برای اشاره به یک حکومت خاص مربوط به قرن شانزدهم است که برای توصیف ولز از سال ۱۵۳۵ تا ۱۸۰۱ استفاده می‌شد.

## فهرست قلمروها

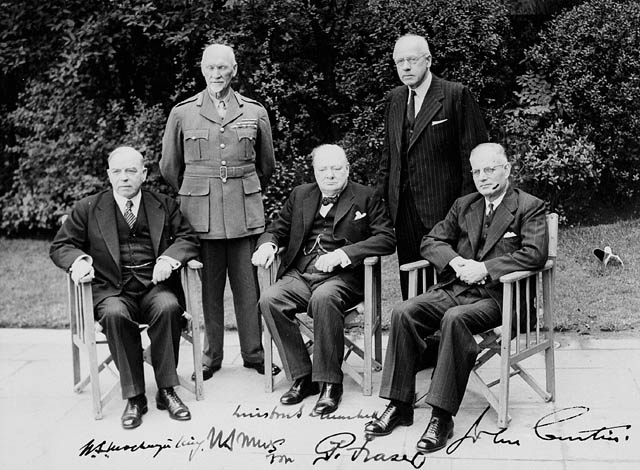
نخست وزیران انگلیس و چهار قلمرو بزرگ در کنفرانس نخست وزیران مشترک‌المنافع ۱۹۴۴. چپ به راست: ویلیام لیون مکنزی کینگ (کانادا) ؛جان اسماتس (آفریقای جنوبی)؛ وینستون چرچیل (انگلستان)؛ پیتر فریزر (نیوزیلند)؛ جان کرتین (استرالیا)

| کشور                                               | از   | تا   | وضعیت |
| -------------------------------------------------- | ---- | ---- | --- |
| کانادا                                             | ۱۸۶۷ | حاضر | به عنوان یک قلمرو و عضو اتحادیه کشورهای مشترک‌المنافع ادامه دارد. اصطلاح «قلمرو» در قانون اساسی کانادا در سال ۱۸۶۷ با جایگزینی نام «کشور» به‌جای «پادشاهی» تفویض شد. مقام سلطنت با حمایت قانون اساسی سال ۱۹۸۲ حفظ شد اما به‌طور کلی مورد استفاده قرار نگرفته‌است.                                                                |
| استرالیا                                           | ۱۹۰۱ | حاضر | به عنوان یک قلمرو و عضو اتحادیه کشورهای مشترک‌المنافع ادامه دارد. |
| نیوزلند                                            | ۱۹۰۷ | حاضر | به عنوان یک قلمرو و عضو اتحادیه کشورهای مشترک‌المنافع ادامه دارد. |
| نیوفاندلند                                         | ۱۹۰۷ | ۱۹۴۹ | پس از آنکه در سال ۱۹۳۴ حاکمیت به کنترل مستقیم لندن بازگشت، تحت قانون آمریکای شمالی انگلیس ۱۹۴۹ (قانون فعلی نیوفاندلند) به یک استان کانادا تبدیل شد که در ۳۱ مارس ۱۹۴۹ در پارلمان انگلستان تصویب شد قبل از اعلامیه لندن در ۲۸ آوریل ۱۹۴۹.                                                                                     |
| آفریقای جنوبی                                      | ۱۹۱۰ | ۱۹۶۱ | به عنوان یک قلمرو و عضو اتحادیه کشورهای مشترک‌المنافع ادامه داشت تا اینکه در سال ۱۹۶۱ به موجب قانون اساسی جمهوری آفریقای جنوبی در ۱۹۶۱، که توسط پارلمان آفریقای جنوبی تصویب شد، با عنوان طولانی «تشکیل جمهوری آفریقای جنوبی و تأمین امور مربوط به آن» به جمهوری تبدیل شد و در ۲۴ آوریل ۱۹۶۱ تا ۳۱ مه ۱۹۶۱ به بهره‌برداری رسید. |
| دولت آزاد ایرلند (۱۹۲۲–۳۷) جمهوری ایرلند (۱۹۳۷–۴۹) | ۱۹۲۲ | ۱۹۴۹ | با تصویب قانون جمهوری ایرلند ۱۹۴۸، که از ۱۸ آوریل ۱۹۴۹ لازم‌الاجرا شد اعلام کرد این ایالت جمهوری است و پیوند آن با سلطنت انگلستان متوقف شد. |
| هند                                                | ۱۹۴۷ | ۱۹۵۰ | اتحادیه هند (با اضافه شدن سیکیم از سال ۱۹۷۵) پس از لازم‌الاجرا شدن قانون اساسی آن در ۲۶ ژانویه ۱۹۵۰ به جمهوری فدرال تبدیل شد. |
| پاکستان                                            | ۱۹۴۷ | ۱۹۵۶ | به عنوان یک قلمرو و عضو اتحادیه کشورهای مشترک‌المنافع تا سال ۱۹۵۶ ادامه یافت، تا در این سال با تصویب قانون اساسی تحت نام «جمهوری اسلامی پاکستان» تبدیل به جمهوری شد. |
| سیلان                                              | ۱۹۴۸ | ۱۹۷۲ | به عنوان قلمرو و عضو اتحادیه کشورهای مشترک‌المنافع تا سال ۱۹۷۲ ادامه یافت و سپس با نام سریلانکا جمهوری شد. |